# Elie de Beaufour
Elie de Beaufour, född 21 juli 2014, är en fransk varmblodig travhäst som tränas och körs av Jean-Michel Bazire.
Han började tävla i oktober 2017 och inledde med tre raka segrar. Han har till sprungit in 1,1 miljon euro på 62 starter, varav 31 segrar, 5 andraplatser och 7 tredjeplatser. Karriärens hittills största seger har kommit i Grand Prix du Conseil Municipal (2022).
Han har även segrat i Finale du Grand National du trot (2020), Prix Jean Dumouch (2021), Prix du Forez (2021), Prix du Luxembourg (2022), Prix du Plateau de Gravelle (2022), Prix de Beaugency (2022), Grand Prix Federation Regionale du Nord (2022), Grand Prix Anjou-Maine (2022), Prix des Cévennes (2022) och kommit på andraplats Prix du Crepuscule (2022), Prix Chambon P (2022), Grand Prix de Wallonie (2022), Grand Prix du Sud-Ouest (2023) och kommit på tredjeplats Prix du Languedoc (2021), Prix Jean-Luc Lagardère (2022, 2023), Grand Prix du Conseil Municipal (2023) och Critérium de vitesse de Basse-Normandie (2023).

## Statistik
| Statistik för Elie de Beaufour (Ref.) | Statistik för Elie de Beaufour (Ref.) | Statistik för Elie de Beaufour (Ref.) | Statistik för Elie de Beaufour (Ref.) | Statistik för Elie de Beaufour (Ref.) | Statistik för Elie de Beaufour (Ref.) |
| ------------------------------------- | ------------------------------------- | ------------------------------------- | ------------------------------------- | ------------------------------------- | ------------------------------------- |
| Starter                               | Placeringar                           | Startprissumma                        | Segerprocent                          | Platsprocent                          | Rekord                                |
| 62                                    | 31-5-7                                | 1 123 800 euro                        | 50 %                                  | 69 %                                  | 1.10,4ak,                             |

### Större segrar
| År   | Lopp                                    | Kusk               | Vinstbelopp | Grupp   |
| ---- | --------------------------------------- | ------------------ | ----------- | ------- |
| 2020 | Finale du Grand National du trot        | Jean-Michel Bazire | 49 500 EUR  | Grupp 2 |
| 2021 | Prix Jean Dumouch                       | Jean-Michel Bazire | 40 500 EUR  | Grupp 3 |
| 2022 | Prix du Forez                           | Jean-Michel Bazire | 40 500 EUR  | Grupp 3 |
| 2022 | Prix du Luxembourg                      | Jean-Michel Bazire | 45 000 EUR  | Grupp 3 |
| 2022 | Prix du Plateau de Gravelle             | Jean-Michel Bazire | 40 500 EUR  | Grupp 3 |
| 2022 | Grand Prix du Conseil Municipal         | Jean-Michel Bazire | 54 000 EUR  | Grupp 2 |
| 2022 | Prix de Beaugency                       | Jean-Michel Bazire | 40 500 EUR  | Grupp 3 |
| 2022 | Grand Prix Federation Regionale du Nord | Alexandre Abrivard | 45 000 EUR  | Grupp 3 |
| 2022 | Grand Prix Anjou-Maine                  | Jean-Michel Bazire | 45 000 EUR  | Grupp 3 |
| 2022 | Prix des Cévennes                       | Jean-Michel Bazire | 40 500 EUR  | Grupp 3 |